# Lucimar Teodoro
Lucimar Teodoro (ur. 1 maja 1981 w Guararapes) – brazylijska lekkoatletka, sprinterka i płotkarka. Dziewięciokrotna mistrzyni Ameryki Południowej, pięciokrotna złota medalistka mistrzostw ibero-amerykańskich, medalistka igrzysk panamerykańskich, dwukrotna olimpijka (Ateny, Pekin).

## Przebieg kariery
W 2000 roku była członkinią brazylijskiej sztafety 4 × 400 m, która zdobyła złoty medal na mistrzostwach Ameryki Południowej juniorów. Rok później również wystąpiła w brazylijskiej sztafecie 4 × 400 m, która wywalczyła złoto, tym razem na seniorskich mistrzostwach kontynentu w Manaus. W 2002 roku zdobyła pierwsze w karierze dwa medale mistrzostw ibero-amerykańskich, w kolejnym roku zaś na mistrzostwach Ameryki Południowej w Barquisimeto otrzymała dwa tytuły mistrzowskie, w sztafecie 4 × 400 m oraz biegu na 400 m ppł. Reprezentowała swój kraj na igrzyskach obu Ameryk w Santo Domingo, w trakcie których brała udział w zmaganiach sztafet 4 × 400 m – ona razem z koleżankami z zespołu otrzymała brązowy medal.
W olimpijskim debiucie, który miał miejsce podczas igrzysk w Atenach, była członkinią sztafety 4 × 400 m, która odpadła w eliminacjach, uzyskując rezultat czasowy 3:28,41 i zajmując w tej fazie 6. miejsce w grupie i 12. miejsce w gronie wszystkich ekip.
W 2005 roku debiutowała na mistrzostwach globu, w ich ramach startowała w dwóch konkurencjach – w biegu na 400 m zajęła w półfinale 7. miejsce w grupie, natomiast w sztafecie 4 × 400 m Brazylijki zostały zdyskwalifikowane w finale (choć w fazie eliminacji uplasowały się na 2. miejscu w grupie). W 2006 roku otrzymała kolejne trzy złote medale mistrzostw Ameryki Południowej, rok później zaś sięgnęła po następne dwa tytuły mistrzyni kontynentu.
W czasie rozgrywanych w Pekinie igrzysk olimpijskich startowała w dwóch konkurencjach. W biegu na 400 m ppł odpadła w eliminacjach, uzyskując rezultat czasowy 57,68 i zajmując w tej fazie rozgrywek 6. miejsce w grupie (22. miejsce w gronie wszystkich zawodniczek), natomiast w sztafecie 4 × 400 m Brazylijki z udziałem Teodoro zajęły 6. miejsce w eliminacjach (z czasem 3:30,10) i nie awansowały do finału.
Rok po igrzyskach olimpijskich została zdyskwalifikowana na okres dwóch lat (od 4 czerwca 2009 do 3 czerwca 2011 roku), za stosowanie dopingu. Tym samym straciła złoty medal mistrzostw Ameryki Południowej oraz złoty medal igrzysk Luzofonii, które wywalczyła w 2009 roku. Po zakończeniu okresu dyskwalifikacji, zawodniczce udało się zdobyć w 2012 roku dwa złote medale mistrzostw ibero-amerykańskich w Barquisimeto.

## Osiągnięcia
| Rok     | Zawody                                   | Miasto         | Miejsce | Konkurencja        | Wynik   |
| ------- | ---------------------------------------- | -------------- | ------- | ------------------ | ------- |
| 2000    | Mistrzostwa Ameryki Południowej juniorów | São Leopoldo   | złoto   | sztafeta 4 × 400 m | 3:42,99 |
| 2001    | Mistrzostwa Ameryki Południowej          | Manaus         | złoto   | sztafeta 4 × 400 m | 3:32,43 |
| 2002    | Mistrzostwa ibero-amerykańskie           | Gwatemala      | srebro  | bieg na 400 m      | 52,55   |
| 2002    | Mistrzostwa ibero-amerykańskie           | Gwatemala      | złoto   | sztafeta 4 × 400 m | 3:33,13 |
| 2003    | Mistrzostwa Ameryki Południowej          | Barquisimeto   | złoto   | bieg na 400 m ppł  | 56,86   |
| 2003    | Mistrzostwa Ameryki Południowej          | Barquisimeto   | złoto   | sztafeta 4 × 400 m | 3:28,64 |
| 2003    | Igrzyska panamerykańskie                 | Santo Domingo  | 8.      | bieg na 400 m ppł  | 57,56   |
| 2003    | Igrzyska panamerykańskie                 | Santo Domingo  | brąz    | sztafeta 4 × 400 m | 3:28,07 |
| 2004    | Mistrzostwa ibero-amerykańskie           | Huelva         | srebro  | bieg na 400 m ppł  | 56,10   |
| 2004    | Mistrzostwa ibero-amerykańskie           | Huelva         | złoto   | sztafeta 4 × 400 m | 3:28,60 |
| 2004    | Igrzyska olimpijskie                     | Ateny          | 6. H    | sztafeta 4 × 400 m | 3:28,43 |
| 2005    | Mistrzostwa Ameryki Południowej          | Cali           | srebro  | bieg na 400 m ppł  | 59,27   |
| 2005    | Mistrzostwa Ameryki Południowej          | Cali           | złoto   | sztafeta 4 × 400 m | 3:29,24 |
| 2005    | Mistrzostwa świata                       | Helsinki       | 7. SF   | bieg na 400 m      | 51,98   |
| 2005    | Mistrzostwa świata                       | Helsinki       | DSQ     | sztafeta 4 × 400 m | N/A     |
| 2006    | Mistrzostwa Ameryki Południowej          | Tunja          | złoto   | bieg na 400 m      | 53,31   |
| 2006    | Mistrzostwa Ameryki Południowej          | Tunja          | złoto   | bieg na 400 m ppł  | 58,16   |
| 2006    | Mistrzostwa Ameryki Południowej          | Tunja          | złoto   | sztafeta 4 × 400 m | 3:32,56 |
| 2007    | Mistrzostwa Ameryki Południowej          | São Paulo      | złoto   | bieg na 400 m ppł  | 57,36   |
| 2007    | Mistrzostwa Ameryki Południowej          | São Paulo      | złoto   | sztafeta 4 × 400 m | 3:33,34 |
| 2007    | Igrzyska panamerykańskie                 | Rio de Janeiro | 6.      | bieg na 400 m ppł  | 56,58   |
| 2007    | Igrzyska panamerykańskie                 | Rio de Janeiro | 5.      | sztafeta 4 × 400 m | 3:28,89 |
| 2007    | Mistrzostwa świata                       | Osaka          | 7. H    | bieg na 400 m ppł  | 58,32   |
| 2008    | Mistrzostwa ibero-amerykańskie           | Iquique        | złoto   | bieg na 400 m ppł  | 56,1h   |
| 2008    | Igrzyska olimpijskie                     | Pekin          | 6. H    | bieg na 400 m ppł  | 57,68   |
| 2008    | Igrzyska olimpijskie                     | Pekin          | 5. H    | sztafeta 4 × 400 m | 3:30,10 |
| 2009    | Mistrzostwa Ameryki Południowej          | Lima           | 1.      | bieg na 400 m ppł  | 56,32   |
| 2009    | Igrzyska Luzofonii                       | Lizbona        | 1.      | bieg na 400 m ppł  | 56,69   |
| 2012    | Mistrzostwa ibero-amerykańskie           | Barquisimeto   | złoto   | bieg na 400 m ppł  | 56,99   |
| 2012    | Mistrzostwa ibero-amerykańskie           | Barquisimeto   | złoto   | sztafeta 4 × 400 m | 3:28,56 |
| Źródło: |                                          |                |         |                    |         |

Osiem razy w karierze zdobyła tytuł mistrzyni kraju, w latach 2003-2008. Sześć spośród ośmiu złotych medali wywalczyła w konkurencji biegu na 400 m ppł, pozostałe dwa zaś w biegu na 400 m.

## Rekordy życiowe
- bieg na 200 m – 23,95 (19 marca 2005, São Caetano do Sul)
- bieg na 400 m – 51,23 (17 czerwca 2005, São Paulo)
- bieg na 100 m ppł – 14,48 (28 lutego 2007, Ibirapuera Park)
- bieg na 400 m ppł – 55,84 (24 maja 2009, Mangueirão)
- skok w dal – 6,01 (15 października 2005, Botucatu)
- trójskok – 12,93 (21 maja 2005, Sertaozinho)
- sztafeta 4 × 400 m – 3:26,82 (13 sierpnia 2005, Helsinki)

Źródło: 